# 양털머리가시나무쥐
양털머리가시나무쥐(Mesomys leniceps)는 가시쥐과에 속하는 남아메리카 설치류이다. 페루의 토착종이다.